# Nicolae Ciupercă
Nicolae Ciupercă (20 d'abril de 1882 – 25 de maig de 1950) va ser un polític i militar romanès. Va graduar-se a l'Escola Superior de Guerra de París. Entre 1900 i 1902 va assistir a l'Acadèmia d'Oficials d'Infanteria i Cavalleria, obtenint el rang de tinent de 2a. El 1907 va ser promogut a tinent, i el 1911 a capità. El mateix any va ser admès a l'Acadèmia Militar, on es graduà el 1913.
Serví com a Ministre de la Guerra el 1938, i durant la Segona Guerra Mundial, com a Comandant del Segon i del Quart Exèrcit. Durant la retirada de Bessaràbia intentà evitar qualsevol fricció amb els soviètic, ja que no esperava que respectessin el programa convingut per ambdues parts.
Un any després, encara es trobava al comandament del Quart Exèrcit (Cossos 3r, 5è i 11è), i s'estava preparant per combatre per reconquerir els territoris perduts. L'ofensiva s'inicià el 5 de juliol de 1941, lluitant al costat de l'exèrcit alemany. Cap al 26 de juliol les tropes romaneses ja arribaven al riu Dnièster, i el 3 d'agost començaren a travessar la frontera de 1940, dirigint-se cap a Odessa. Les ordres del Quarter General romanès eren entrar ràpidament a la ciutat, ja que l'enemic es trobava desorganitzat i no presentaria gaire resistència; però Ciupercă replicà que això era un error i que els soviètics estaven fermament decidits a defensar la ciutat. El 4t Exèrcit va ser reforçat, i començà la seva ofensiva el 18 d'agost, avançant lentament i confirmant les opinions de Ciupercă. Començà una discussió sobre com se suposava que s'havia de llançar l'atac. Mentre que el mariscal Antonescu i l'estat major general volien llançar un assalt general des de múltiples posicions, Ciupercă proposava una concentració de forces en un front estret al sector Dalnik-Tatarka. Aquest conflicte d'opinions portà a la dimissió del comandament del 4t Exèrcit, i el 13 d'octubre de 1941 va retirar-se de l'exèrcit.
Després de la guerra va unir-se al grup anticomunista "Graiul Sângelui", i el 12 de setembre de 1948 va ser detingut per les autoritats comunistes acusat de tramar i maquinar contra l'ordre social, sent internat a la presó de Jilava el 31 de desembre de 1948. Va morir a l'hospital central de la presó de Văcăreşti malalt d'esclerosi cerebral, Parkinson i miocarditis.

## Historial militar i condecoracions

### Dates de promocions
- Subtinent - (1902)
- Tinent - (1907)
- Capità - (1911)
- Major - (1916)
- Tinent coronel - (1917)
- Coronel - (1920)
- General de Brigada - (1930)
- General de Divisió - (1937)
- General de Cos d'Exèrcit - (1941)
- Retir (1941)

### Condecoracions
- Orde de Miquel el Valent de 3a classe – 17 d'octubre de 1941
- Gran Creu de l'Orde de la Corona de Romania – 1942
- Medalla de la Croada contra el Comunisme